# Mesabolivar globulosus
Mesabolivar globulosus is een spinnensoort uit de familie trilspinnen (Pholcidae). De soort komt voor in Chili en Argentinië.